# Ryszard Gryglewski
Ryszard Gryglewski , né le 4 août 1932 à Wilno et mort le 30 janvier 2023 à Cracovie, est un médecin polonais, chef de la Faculté de pharmacie du Collegium medicum de l'université Jagellonne dans les années 1965 - 2003, membre de l'Académie polonaise des arts et sciences et de l'Académie polonaise des sciences.

## Biographie
En 1957, Gryglewski obtient son doctorat avec une thèse sur les dérivés de sulfonylurées. Un an après l'introduction du premier médicament de ce groupe pour traiter le diabète de type 2, il fait remarquer son effet extra pancréatique.
En 1976, il découvre la prostacycline au laboratoire de John Vane, lauréat du prix Nobel de médecine. Il explique le mécanisme de sécrétion de la prostacycline de l'endothélium des artères, il décrit ses caractéristiques biologiques et ensuite l'introduit pour traiter les maladies des artères. Un an plus tard il découvre le premier inhibiteur sélectif de thromboxanes.
Au début des années 1970, il décrit le mécanisme nonenzymatique pour l'effet fibrinolytique des anti-inflammatoires non stéridiens. Il démontre la division des fonctions métaboliques des fonctions inotropiques du cœur et prouve par expérience que  "Rabbit Aorta Contracting Substance"  est un métabolite de l'acide arachidonique ce qui permet à Bengt Samuelsson de découvrir le thromboxane A2. En 1975 il remarque que les glucocorticostéroïdes inhibent la sécrétion de l'acide arachidonique de membranes phospholipidiques ce qui rend possible à R. Flower la découverte de la lipocortine.
Il annonce et prouve l'hypothèse stipulant que les crises d'asthme sont provoquées par l'inhibition de l'activité de la cyclo-oxygénase par l'aspirine et d'autres anti-inflammatoires non stéridiens. Il découvre aussi que les antiagrégants, le clopidogrel notamment, provoquent un fort effet fibrinolytique dans le mécanisme dépendant de l'endothélium des artères.
Dans les années 1981-1984, il exerce la fonction de recteur d'Académie de médecine de Cracovie.

## Décorations
Le 12 juillet 2002 Ryszard Gryglewski a été décoré de Grand-croix de l'Ordre Polonia Restituta par Aleksander Kwaśniewski, président de la République.